# 中国机械工程学会
中国机械工程学会是中华人民共和国机械工程科技工作者组成的全国性、学术性、非营利性社会团体，由中国科学技术协会主管，1936年5月21日在浙江省杭州市成立，1951年9月在北京市重建。